# Partulidae
Famille
Les Partulidae sont une famille d'escargots terrestres endémiques des îles du Pacifique.

## Genres
Selon World Register of Marine Species (15 décembre 2018) :
- genre Eua Pilsbry & C. M. Cooke, 1934
- genre Palaopartula Pilsbry, 1909
- genre Partula A. Férussac, 1821
- genre Samoana Pilsbry, 1909
- genre Sphendone Slapcinsky & Kraus, 2016